# КВ Кортрейк
Конинклейке Вутбалкльоб Кортрейк (на нидерландски: Koninklijke Voetbalclub Kortrijk), кратка форма Кортрейк е белгийски футболен клуб от град Кортрейк. Състезава се в Белгийската Про Лига.

## Успехи
- Купа на Белгия
  -  Финалист (1): 2011/12
- Белгийска втора лига
  -  Шампион (2): 1905/06, 2007/08
  -  Вицешампион (2): 1979/80, 1997/98

## Известни бивши футболисти
- Емил Мпенза
- Мбо Мпенза
- Лорензо Сталенс

## Български футболисти
- Петър Александров: 1989/90 - (18 мача - 4 гола)
- Кристиян Малинов: 2023/24 - (18 мача - 0 гола)

## Бивши треньори
- Йохан Боскамп